# Einasleigh River
Einasleigh River är ett vattendrag i Australien. Det ligger i delstaten Queensland, omkring 1 600 kilometer nordväst om delstatshuvudstaden Brisbane.
Omgivningarna runt Einasleigh River är huvudsakligen savann. Trakten runt Einasleigh River är nära nog obefolkad, med mindre än två invånare per kvadratkilometer. Genomsnittlig årsnederbörd är 855 millimeter. Den regnigaste månaden är februari, med i genomsnitt 245 mm nederbörd, och den torraste är augusti, med 1 mm nederbörd.